# Strada statale 498 Soncinese
La ex strada statale 498 Soncinese (SS 498), ora strada provinciale 498 Soncinese (SP ex SS 498) in provincia di Bergamo e strada provinciale CR ex SS 498 Soncinese (SP CR ex SS 498) in provincia di Cremona, è una strada provinciale italiana; è un asse viario di interesse regionale della Lombardia. Collega le città di Bergamo e Cremona, anche se il vero e proprio inizio della strada è a Seriate, dove si stacca dal vecchio tracciato della strada statale 42 del Tonale e della Mendola.

## Percorso
Attraversato il centro abitato di Seriate dal punto di innesto con la SS 42 la strada raggiunge la frazione di Cassinone, dove intercetta la nuova variante di collegamento con la Tangenziale Sud di Bergamo. Questo nuovo asse viario, con caratteristiche di superstrada, funge altresì come via di collegamento con il vicino casello autostradale dell'autostrada A4 di Seriate. Abbandonata la rotatoria di interconnessione con la nuova variante la strada prosegue per Cavernago, Ghisalba, Martinengo e Romano di Lombardia, centri della bassa bergamasca, poi per Covo, Antegnate (dove incrocia la strada statale 11 Padana Superiore) e Fontanella, ultimo centro bergamasco prima di oltrepassare il confine con la Provincia di Cremona.

Qui il primo paese a essere servito dalla strada è Gallignano, frazione di Soncino, che è la città che si raggiunge pochi chilometri più avanti, praticamente a metà percorso tra Bergamo e Cremona. Per circa un chilometro la circonvallazione dell'abitato è in comune con la ex strada statale 235 di Orzinuovi.
Da Soncino (città da cui prende il nome la strada) la strada prosegue in direzione di Cremona; il primo capoluogo comunale attraversato è Genivolta, poco oltre il quale si oltrepassa il sito noto come "I Tredici Ponti". Si tratta di una serie di tredici manufatti di origine medioevale, più volte ricostruiti, che permettono di scavalcare, in uno spazio di una cinquantina di metri, altrettanti corsi d'acqua contigui, alcuni di discrete dimensioni (Naviglio di Cremona e Naviglio Pallavicino), altri di minor calibro.

Subito dopo i Tredici Ponti si stacca sulla destra una strada provinciale diretta a Soresina, distante 5 chilometri; a poco più di 4 km, invece, si giunge a Casalmorano, quindi a Casalbuttano, e infine a Castelverde, ultimo centro abitato attraversato prima di arrivare a Cremona.

Appena entrati in città, si passa sotto al cavalcavia della tangenziale ("ponte del Dazio") alla quale si accede mediante rampe laterali; si prosegue per circa 1 km attraversando il quartiere Sant'Ambrogio, si passa sotto al voltone del ponte della ferrovia (realizzato all'inizio del XX secolo) e, in leggera salita, si perviene a Piazza Risorgimento, al limite del centro storico di Cremona, dove la strada termina.

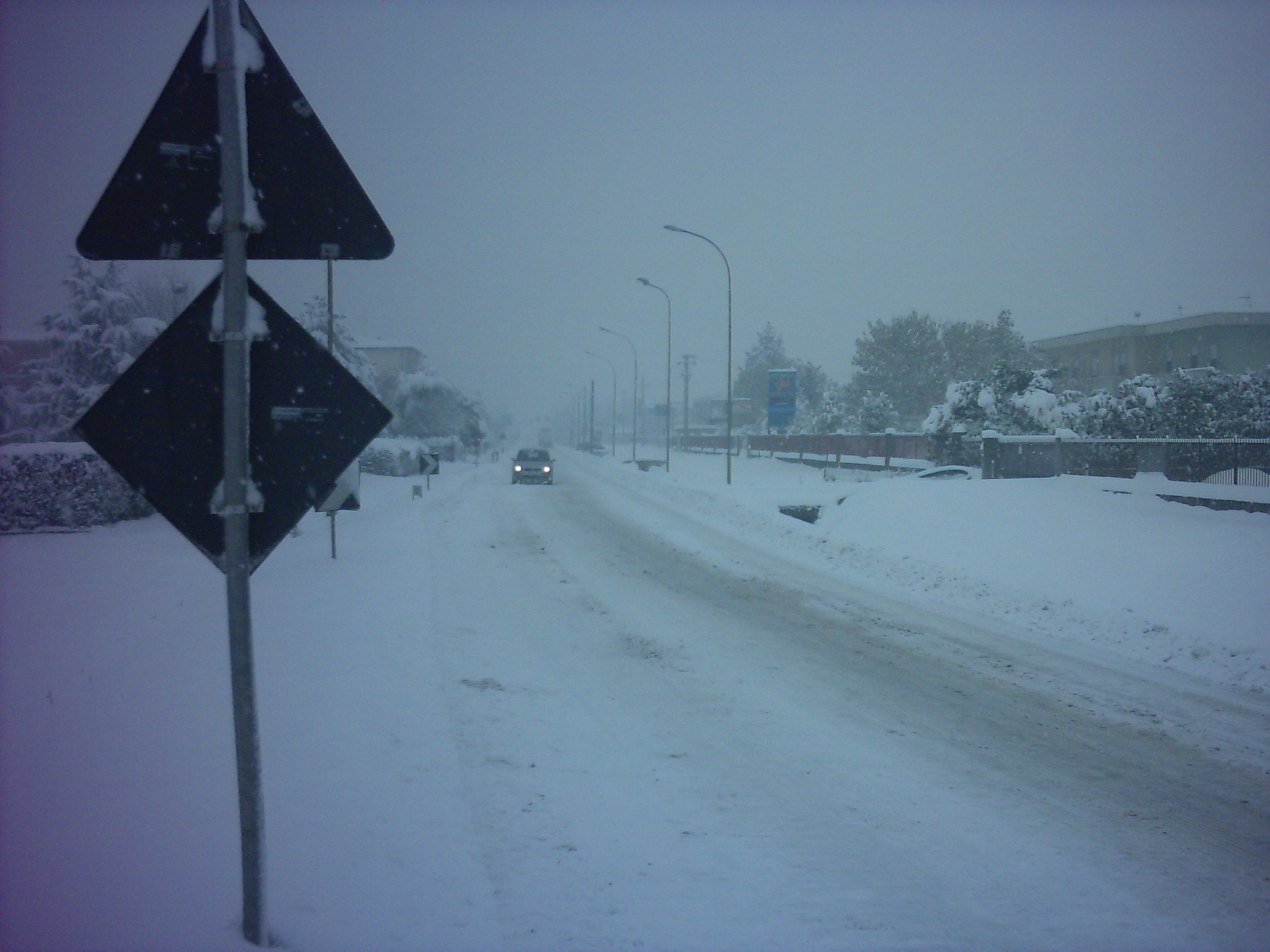
L'ex SS 498 nel tratto in cui attraversa Castelverde sotto una storica nevicata

In seguito al decreto legislativo n. 112 del 1998, dal 2001, la gestione è passata dall'ANAS alla Regione Lombardia che ha provveduto al trasferimento dell'infrastruttura al demanio della Provincia di Bergamo e della Provincia di Cremona per le tratte territorialmente competenti.
| SP ex SS 498 TRATTO VELOCE SERIATE - CASSINONE |                                                                                               |      |           |
| Tipologia                                      | Indicazione                                                                                   | ↓km↓ | Provincia |
|                                                | Tangenziale Sud di Bergamo SP ex del Tonale e della Mendola Bergamo, Lovere Treviglio, Milano | 3    | BG        |
|                                                | Milano - Venezia Seriate                                                                      | 3,5  | BG        |
|                                                | SP ex Soncinese Cassinone, Calcinate, Crema SP ex Ogliese: Brescia                            | 5    | BG        |

## Ammodernamento
La Soncinese rappresenta senza dubbio un valido asse di collegamento diretto tra i due capoluoghi di provincia ma presenta la caratteristica dei numerosi attraversamenti di centri abitati (in totale 13) che ne rende più lungo il tempo di percorrenza.

Per questo motivo, ma anche (e soprattutto) per rendere più sicura la viabilità interna dei paesi toccati dalla strada, sono in corso d'opera o quantomeno di progetto alcune varianti esterne (a guisa di brevi tangenziali) per evitare l'attraversamento dei centri maggiori. Tra queste si segnalano la tangenziale est di Castelverde, il cui progetto è già stato approvato, e la variante di Casalmorano, inaugurata il 12 ottobre 2011.